# Littérature courtoise
Les œuvres courtoises expriment l'idéal chevaleresque, mais elles contiennent une nouvelle valeur : le service amoureux. L'appellation « courtoise » vient du mot « court » qui, en ancien français, désignait la cour seigneuriale. La cour imaginaire du roi Arthur dans les romans de la Table ronde devient l'idéal des cours réelles : les habitudes raffinées et les beaux usages s'y imposent comme règle. La fidélité à une femme, l'art de bien parler et chanter, la politesse, la générosité s'opposent, d'une part, aux manières grossières des guerriers et, d'autre part, deviennent signe de reconnaissance de la classe aristocratique. Aussi, les aristocrates, commencent-ils à s'orienter vers une littérature plus attentive au cœur et à l'esprit.
Christine de Pisan s'élève contre ce modèle masculin qui fait de la femme un objet, dont les sentiments et l'intelligence sont peu mis en avant.